# 阿斯霍卡普拉姆
阿斯霍卡普拉姆（Ashokapuram），是印度泰米尔纳德邦Coimbatore县的一个城镇。总人口9676（2001年）。

## 人口
该地2001年总人口9676人，其中男性4922人，女性4754人；0—6岁人口706人，其中男342人，女364人；识字率83.59%，其中男性为86.85%，女性为80.21%。